# Geroglifico cretese
I geroglifici cretesi si trovano su reperti minoici dell'età del bronzo, a Creta (ai primi e alla metà del II millennio a.C., dal MM I al MM III, sovrapponendosi alla Lineare A dal MM IIA). Gli inventari dei simboli furono compilati da Evans (1909), Meijer (1982), Olivier/Godart (1996). Il corpus conosciuto è stato curato nel 1996 come CHIC (Olivier/Godard 1996), ed elenca un totale di 314 elementi, principalmente ritrovati in quattro località: 
- "Quartiere Mu" a Malia (MM II);
- il deposito geroglifico nel palazzo di Malia (MM III);
- il deposito geroglifico a Cnosso (MM II o III);
- il deposito di Petras (MM IIB).

Il corpus è costituito da:
- documenti in argilla con iscrizioni incise (CHIC H: 1-122);
- impronte di sigillo in pietra (CHIC I: 123-179);
- sigilli in pietra (CHIC S: 180-314);
- la pietra d'altare a Malia;
- il Disco di Festo;
- l'ascia di Arkalochori;
- frammento di sigillo HM 992, mostrante un unico simbolo, identico al glifo 21 del Disco di Festo [1].

La relazione degli ultimi tre elementi con la scrittura del corpus principale è incerta.
L'inventario dei glifi come presentati dal CHIC consiste di 96 sillabogrammi, 10 dei quali usati anche come logogrammi, 23 logogrammi aggiuntivi, 13 frazioni (incluse 4 in legatura), quattro livelli di numerali (unità, decine, centinaia, migliaia) e due tipi di punteggiatura. Molti simboli hanno degli apparenti equivalenti nella Lineare A, cosicché si è tentato di riconoscervi i valori fonetici della Lineare B.
Venne suggerita inoltre una supposta evoluzione dai geroglifici alle scritture lineari, come pure delle possibili relazioni con i geroglifici egizi, con i   geroglifici anatolici e il sillabario cipriota.